# Julia Henriksson
Julia Henriksson (Bjuv, 11 luglio 2002) è una velocista svedese.

## Record nazionali
Seniores
- 200 m piani: 22"69 ( Sollentuna 17 agosto 2024)
- 200 m piani indoor : 23"03 ( Karlstad 18 febbraio 2024)

## Progressione

### 100 metri piani
| Stagione | Misura | Luogo       | Data      | Rank. Mond. |
| -------- | ------ | ----------- | --------- | ----------- |
| 2024     | 11"19  | Vari        | 15-5-2024 |             |
| 2023     | 11"43  | Sollentuna  | 11-6-2023 |             |
| 2022     | 11"41  | Skara       | 6-6-2022  |             |
| 2021     | 11"37  | Mölndal     | 7-8-2021  |             |
| 2020     | 11"80  | Linköping   | 22-8-2020 |             |
| 2019     | 12"27  | Helsingborg | 7-7-2019  |             |
| 2018     | 12"94  | Helsingborg | 8-7-2018  |             |
| 2015     | 12"91  | Copenaghen  | 2-5-2015  |             |

### 60 metri piani - pista corta
| Stagione | Misura  | Luogo    | Data      | Rank. Mond. |
| -------- | ------- | -------- | --------- | ----------- |
| 2024     | 7"22(i) | Karlstad | 17-2-2024 |             |
| 2023     | 7"30(i) | Malmö    | 18-2-2023 |             |
| 2022     | 7"37(i) | Växjö    | 26-2-2022 |             |
| 2021     | 7"46(i) | Malmö    | 20-2-2021 |             |
| 2020     | 7"48(i) | Göteborg | 29-2-2020 |             |
| 2018     | 8"10(i) | Malmö    | 27-1-2018 |             |
| 2015     | 7"98(i) | Malmö    | 24-1-2015 |             |
| 2014     | 8"04(i) | Göteborg | 7-12-2014 |             |

### 200 metri piani
| Stagione | Misura | Luogo       | Data      | Rank. Mond. |
| -------- | ------ | ----------- | --------- | ----------- |
| 2024     | 22"69  | Sollentuna  | 17-8-2024 |             |
| 2023     | 23"22  | Chorzów     | 25-6-2023 |             |
| 2022     | 23"15  | Helsinki    | 4-9-2022  |             |
| 2021     | 23"55  | Tallinn     | 10-7-2021 |             |
| 2020     | 24"40  | Uppsala     | 15-8-2020 |             |
| 2019     | 25"82  | Helsingborg | 6-7-2019  |             |

### 200 metri piani pista corta
| Stagione | Misura   | Luogo    | Data      | Rank. Mond. |
| -------- | -------- | -------- | --------- | ----------- |
| 2024     | 23"03(i) | Karlstad | 18-2-2024 |             |
| 2023     | 23"26(i) | Karlstad | 12-2-2023 |             |
| 2022     | 23"56(i) | Växjö    | 5-2-2022  |             |
| 2021     | 24"03(i) | Växjö    | 24-1-2021 |             |
| 2020     | 24"41(i) | Växjö    | 22-2-2020 |             |
| 2014     | 26"16(i) | Göteborg | 6-12-2014 |             |

## Palmarès
| Anno | Manifestazione  | Sede      | Evento      | Risultato  | Prestazione | Note                                     |
| ---- | --------------- | --------- | ----------- | ---------- | ----------- | ---------------------------------------- |
| 2021 | Europei U23     | Tallinn   | 100 m piani | Semifinale | 11.56       |                                          |
| 2021 | Europei U23     | Tallinn   | 200 m piani | Semifinale | 23"55       | Miglior prestazione personale            |
| 2021 | Europei U23     | Tallinn   | 4x100 m     | Finale     | dnf         |                                          |
| 2022 | Europei         | Monaco    | 200 m piani | Batteria   | 23"62       |                                          |
| 2022 | Europei         | Monaco    | 4x100 m     | Batteria   | 44"10       |                                          |
| 2023 | Europei indoor  | Istanbul  | 60 m piani  | Semifinale | 7"34        | [ 1 ] [ 2 ]                              |
| 2023 | Mondiali        | Budapest  | 200 m piani | Batteria   | 23"55       | [ 3 ]                                    |
| 2024 | Europei         | Roma      | 100 m piani | Semifinale | 11"27       |                                          |
| 2024 | Europei         | Roma      | 200 m piani | 6ª         | 22"91       | [ 4 ]                                    |
| 2024 | Giochi olimpici | Parigi    | 100 m piani | Batteria   | 11"26       | [ 5 ]                                    |
| 2024 | Giochi olimpici | Parigi    | 200 m piani | Semifinale | 22"88       | [ 6 ] [ 7 ]                              |
| 2025 | Europei indoor  | Apeldoorn | 60 m piani  | Semifinale | 7"26        | Miglior prestazione personale stagionale |
| 2025 | Mondiali indoor | Nanchino  | 60 m piani  | Semifinale | 7"35        |                                          |

## Campionati nazionali
- 3 volte campionessa nazionale svedese dei 100 m piani (2022, 2023, 2024)
- 2 volte campionessa nazionale svedese dei 200 m piani (2023, 2024)
- 3 volte campionessa nazionale svedese indoor dei 60 m piani (2023, 2024)
- 3 volte campionessa nazionale svedese indoor dei 200 m piani (2023, 2024)

2020
- 6ª ai campionati svedesi (Uppsala), 100 m piani - 11"96
- 7ª ai campionati svedesi (Uppsala), 200 m piani - 24"70

2021
- Argento ai campionati svedesi indoor (Malmö), 60 m piani - 7"46
- Ritirata in finale ai campionati svedesi indoor (Malmö), 200 m piani - dns
- 4ª ai campionati svedesi (Borås), 100 m piani - 11"69
- Bronzo ai campionati svedesi (Borås), 200 m piani - 23"94

2022
- Argento ai campionati svedesi indoor (Växjö), 60 m piani - 7"37
- Argento ai campionati svedesi indoor (Växjö), 200 m piani - 23"63
- Oro ai campionati svedesi (Norrköping), 100 m piani - 11"55
- Argento ai campionati svedesi (Norrköping), 200 m piani - 23"44

2023
- Oro ai campionati svedesi indoor (Malmö), 60 m piani - 7"33
- Oro ai campionati svedesi indoor (Malmö), 200 m piani - 23"50
- Oro ai campionati svedesi (Söderhamn), 100 m piani - 11"43 =
- Oro ai campionati svedesi (Söderhamn), 200 m piani - 23"50

2024
- Oro ai campionati svedesi indoor (Karlstad), 60 m piani - 7"22
- Oro ai campionati svedesi indoor (Karlstad), 200 m piani - 23"03
- Oro ai campionati svedesi (Uddevalla), 100 m piani - 11"08
- Oro ai campionati svedesi (Uddevalla), 200 m piani - 22"93

## Altre competizioni internazionali
2021
- Bronzo ai Campionati europei a squadre, ( Cluj-Napoca), staffetta 4x100 m piani - 43"92

2022
- 7ª al Bauhaus-Galan ( Stoccolma), 200 m piani - 23"57

2023
- 14ª ai Campionati europei a squadre, ( Chorzów), 100 m piani - 11"52
- 8ª ai Campionati europei a squadre, ( Chorzów), 200 m piani - 23"22
- dq ai Campionati europei a squadre, ( Chorzów), staffetta 4x100 m piani - dq
- 7ª al Bauhaus-Galan ( Stoccolma), 200 m piani - 23"37

2024
- 5ª al Bauhaus-Galan ( Stoccolma), 100 m piani - 11"37
- Argento al Bauhaus-Galan ( Stoccolma), 200 m piani - 22"89
- 5ª al Weltklasse Zürich ( Zurigo), Staffetta 4x100 m - 44"73